# Madhuca monticola
Madhuca monticola är en tvåhjärtbladig växtart som först beskrevs av Elmer Drew Merrill, och fick sitt nu gällande namn av Elmer Drew Merrill. Madhuca monticola ingår i släktet Madhuca och familjen Sapotaceae. Inga underarter finns listade i Catalogue of Life.